# Ґуґля
Ґу́ґля — традиційний український верхній одяг із каптуром. Слово ґуґля, очевидно, має германське походження: пор. ранньо-новонімецьке gugel, kugel («каптур»), що походить від лат. cucula (так само, пор. «кукіль»), менш ймовірне виведення з рум. glugă («каптур»).

## Історія
Припускають, що ґуґля за кроєм нагадує князівський плащ-корзно часів Стародавньої Русі.
На Буковині — подовжений прямоспинний одяг із білого сукна, без рукавів.
На Гуцульщині — старовинна плащоподібна накидка з білого доморобного валяного сукна, могла слугувати святковим жіночим одягом. Це також біла кирея, що використовувалась як весільне вбрання для молодої.

## У літературі
|  | Витягалось найкраще лудіння (одежа), нові крашениці, писані кептарі, череси і табівки, багато набивані цвяхом, дротяні запаски, черлені хустки шовкові і навіть пишна та білосніжна ґуґля, яку мати обережно несла на ціпку через плече. |

М. М. Коцюбинський «Тіні забутих предків»

## Галерея

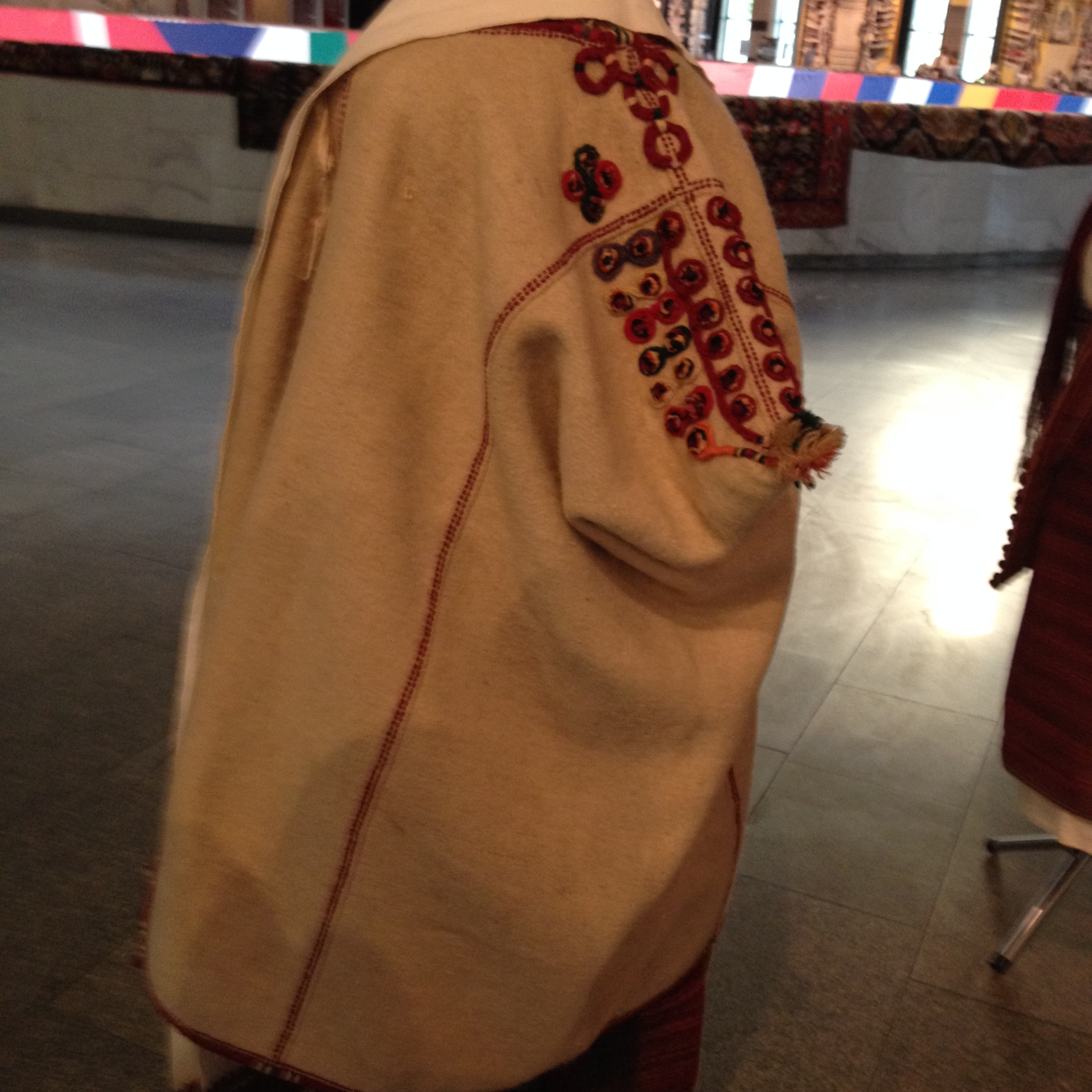
Ґуґля. Гуцульська «ноша» (одяг).